# 北井裕子
北井 裕子（きたい ゆうこ、1973年1月15日 - ）は日本の馬術選手。アシェンダ乗馬学校所属。神奈川県出身。聖セシリア女子中学校・高等学校、青山学院大学卒業。

## 人物
乗馬学校を経営する家に生まれる。小さい頃には馬に興味がなかったが、練習を始めたのは小学6年生の終わり頃で、きっかけは同い年の会員に勧められた。聖セシリア女子中学校・高等学校を経て、青山学院大学経営学部卒業、大学時代は体育会馬術部に所属。2007年よりドイツに遠征した。
2008年にミキハウスに入社、2008年の北京オリンピック、2016年のリオデジャネイロオリンピックに出場。

## 主な成績

### オリンピック競技大会
- 2016年リオデジャネイロ（ ブラジル）
  - 馬場馬術 個人48位、団体11位（ドンローレアン）[6]
- 2008年北京(香港)（ 中国）
  - 馬場馬術　個人44位　団体9位（ランボー）[7][8]

なお、FEI history hubでは北京オリンピックの馬場競技の出場各選手の順位が繰り下がっており45位となっている。

### 世界馬術選手権
- 2010年ケンタッキー（ アメリカ合衆国）
  - 馬場馬術　個人54位　団体13位（SIG FAIRYTALE）

### その他
- 2008年Gottingen - Hainholzof(ドイツ)GP 第4位、〈フリースタイル〉優勝（日本人初）
- 全日本馬場馬術大会2007 GP〈自由演技〉優勝
- 2006年兵庫国体成年女子馬場馬術競技〈自由演技〉優勝
- 2005年全日本馬場馬術選手権 第3位
- 1999年全日本馬場馬術大会セントジョージ 優勝
- 1999年東日本馬場馬術大会セントジョージ賞典 第3位